# Erro (månekrater)
 For alternative betydninger, se Erro. (Se også artikler, som begynder med Erro)
Erro er et nedslagskrater på Månen. Det befinder sig på Månens bagside bag den østlige rand. Det er et område af Månens overflade, som lejlighedsvis bringes inden for synsvidde fra Jorden på grund af gunstig libration, men krateret ses da fra siden, så mange detaljer ikke kan observeres. Krateret er opkaldt efter den mexikanske astronom Luis Enrique Erro (1897 – 1955).
Navnet blev officielt tildelt af den Internationale Astronomiske Union (IAU) i 1970. 

## Omgivelser
Errokrateret ligger langs de østlige udkanter af den ujævne slette, som forbinder Mare Marginis mod nordvest med Mare Smythii mod vest-sydvest. De nærliggende bemærkelsesværdige kratere er Babcock mod vest-sydvest, Saenger mod øst-sydøst og Dreyer mod nord-nordvest.

## Karakteristika
Krateret har en lav, nedbrudt rand, som kun rækker lidt op over overfladen. Den noget ujævne, omgivende slette er trængt ind i det og har medført, at kraterbunden er flad og næsten uden særlige træk. Randens mest intakte dele er de nordlige og nordøstlige sider. Satellitkrateret "Erro V" er forbundet til den ydre rand mod nordvest, og der ligger et mindre krater langs den sydlige rand. I kraterbundens nordøstlige del er der et småkrater.

## Satellitkratere
De kratere, som kaldes satellitter, er små kratere beliggende i eller nær hovedkrateret. Deres dannelse er sædvanligvis sket uafhængigt af dette, men de får samme navn som hovedkrateret med tilføjelse af et stort bogstav. På kort over Månen er det en konvention at identificere dem ved at placere dette bogstav på den side af satellitkraterets midte, som ligger nærmest hovedkrateret. Errokrateret har følgende satellitkratere:
| Erro | Længde | Bredde   | Diameter |
| ---- | ------ | -------- | -------- |
| D    | 6,8° N | 100,5° Ø | 30 km    |
| J    | 4,6° N | 99,4° Ø  | 15 km    |
| K    | 3,8° N | 99,6° Ø  | 17 km    |
| T    | 5,6° N | 96,9° Ø  | 16 km    |
| V    | 6,3° N | 97,8° Ø  | 18 km    |

## Måneatlas
- Billeder af Errokrateret i LPI-måneatlasset